# 绵毛杜鹃
绵毛杜鹃（学名：Rhododendron floccigerum）为杜鹃花科杜鹃花属下的一个种。

## 扩展阅读
- 維基物種上的相關：绵毛杜鹃